# Jojo le Comédien
Jojo le Comédien (Josue), connu sous le nom à l'état-civil de Kpomaho Nondroas est un comédien et vidéaste d'origine béninoise né le 4 juin 1995. Il est notamment connu pour ses vidéos drôles sur les réseaux sociaux, il commence sa carrière en 2014 à Dakar.

## Biographie
Après avoir obtenu son baccalauréat à 18 ans, il s’est rendu à Dakar au Sénégal pour poursuivre des études en Informatique avant de s’envoler pour la France, où il vit actuellement et mène ses études. Il est aujourd’hui cité parmi les humoristes les plus influents d’Afrique.

## Carrière
Jojo a commencé sa carrière à Dakar, capital du Sénégal en publiant des vidéos drôles sur les réseaux sociaux en 2014. Il vit aujourd'hui en France où il continue son art.